# 白爛賤客2
《白爛賤客2》（英語：Jay and Silent Bob Reboot）是一部於2019年上映的美國喜劇片，由凱文·史密斯執導、編劇和剪輯，同時也和傑森·繆斯擔任主演。本片為View Askew宇宙的第七部電影，史密斯將該片與2001年電影《白爛賤客》的關係描述成「名義上把該片再拍一遍」。
史密斯於2017年2月宣布，他正在撰寫一部名為《白爛賤客2》的續集，並有望於2017年夏季開拍。2017年8月25日，史密斯在Twitter上宣布，相隔十六年，該片有望於2017年秋季開拍。2019年1月2日，史密斯宣布，擱置已久的該片即將開始進入前期製作；並於2019年3月27日完成拍攝。
除了繆斯外，演員還包括了其他史密斯電影的常客，如傑森·李、布萊恩·歐哈隆、班·艾佛列克和麥特·戴蒙。《白爛賤客2》2019年10月15日在美國上映。

## 劇情
在失去漫畫《直率人與慢性人》的版權後，傑與沉默鮑勃在美國各地旅行，試圖阻止電影商將其改編電影重啟。

## 演員
- 傑森·繆斯飾演傑／慢性人（英语：Bluntman and Chronic）
- 凱文·史密斯飾演沉默鮑勃／直率人（英语：Bluntman and Chronic）
- 哈莉·奎茵·史密斯飾演米爾倫姆·「米莉」·法爾肯（Millennium "Milly" Faulken）
- 阿帕娜·布里艾勒（英语：Aparna Brielle）飾演吉哈德（Jihad）
- 夏儂·伊莉莎白飾演潔絲提（Justice）
- 布萊恩·歐哈隆飾演但丁·希克斯（英语：List of View Askewniverse characters）／葛蘭·希克斯（Grant Hicks）
- 傑森·李飾演布朗迪·布魯斯（英语：List of View Askewniverse characters）
- 裘伊·羅倫·亞當斯飾演艾莉莎·瓊斯（Alyssa Jones）
- 珍妮佛·史瓦爾巴赫·史密斯（英语：Jennifer Schwalbach Smith）飾演米西（Missy）
- 克雷格·羅賓森飾演評委
- 喬·曼根尼羅飾演法警#1
- 喬丹·孟山都飾演法警#2
- 弗蘭基·肖（英语：Frankie Shaw）飾演檢察官
- 賈斯汀·隆飾演傑與沉默鮑勃的律師
- 傑森·畢格斯飾演他自己
- 詹姆士·范·德·比克飾演他自己
- 狄爾里奇·巴德飾演高登（Gordon）
- 梅莉莎·班諾伊飾演他自己／女性直率人（Chronic）
- 克里斯·伍德飾演他自己
- 方·基墨飾演他自己／直率人（Bluntman）
- 班·艾佛列克飾演霍登·麥尼爾（Holden McNeil）
- 麥特·戴蒙飾演洛基（Loki）
- 弗雷德·阿米森飾演Uber司機
- 莫莉·香儂（英语：Molly Shannon）飾演喬琳（Joline）
- 克里斯·漢斯沃飾演他自己

## 外部連結
- 官方网站
- 互联网电影数据库（IMDb）上《白爛賤客2》的资料（英文）
- 豆瓣电影上《白爛賤客2》的資料 （简体中文）